# 다층 모형
다층 모형(또는 위계적 선형 모형, 내재 모형, 혼합 모형, 무선 계수, 무선 효과 모형, 무선 모수 모형, 분할구 배치법)은 1개 수준 이상으로 변이하는 모수에 대한 통계학적 모형이다. 학생 개인에 대한 척도와 함께 학생들의 집단이 속한 교실에 대한 척도를 포함하는 학생 수행에 대한 모형이 예가 될 수 있다. 이 모형은 선형 모형의(특히, 선형 회귀 모형의) 일반형으로 본다. 비록 비선형 모형으로도 확장될 수 있지만 말이다. 이 모형은 충분한 컴퓨터 기술과 소프트웨어에 접근 가능해 지면서 더욱 인기를 얻었다.
다층 모형은 참여자를 위한 자료가 1개 수준 이상으로 조직화되어 있는(i.e. 내재 모형) 연구 설계에 특별히 적합하다. 분석 단위는 주로 개인인데(더 낮은 수준의), 맥락/집합 단위(더 높은 수준의) 안에 포함되어 있다. 다수준 모형에서는 자료의 가장 낮은 수준이 주로 개인이지만, 개인의 반복 측정 또한 조사할 수 있다.

## 같이 보기
- 초매개변수